# ریوجی یاماناکا
ریوجی یاماناکا (انگلیسی: Ryoji Yamanaka؛ زادهٔ ۱۹ آوریل ۱۹۸۳) بازیکن فوتبال اهل ژاپن است.